# Maricel Álvarez
Maricel Álvarez (Buenos Aires) es una actriz, curadora de arte y docente argentina. Saltó a la fama con la cinta de 2010 Biutiful, del director mexicano Alejandro González Iñárritu.

## Trayectoria
Artista interdisciplinar, Álvarez es una reconocida actriz de teatro y cine, directora, coreógrafa y docente. Desde 2015 se desempeña también como curadora independiente. Es curadora de la Bienal de Performance desde el año 2017.
Su práctica se desarrolla en la intersección del teatro, la performance, la danza y las artes visuales, generando una fusión de los espacios en los que el cuerpo, como un aparato artístico y crítico, se puede manifestar. Este enfoque fundamentalmente interdisciplinario se refleja en su formación artística y académica: cursó estudios de Letras en la Universidad de Buenos Aires y se formó con reconocidos maestros en teatro y danza contemporánea en Argentina y en el exterior. 
Desarrolla proyectos en estrecha colaboración artística con Emilio García Wehbi desde 1999. Ha trabajado además con El Periférico de Objetos, Alejandro González Iñárritu, Sophie Calle, Santiago Loza, William Kentridge, Rubén Szchumacher, Marcelo Delgado, Alejandro Tantanian, Martín Churba, Nora Lezano, Iván Fund, Edgardo Cozarinsky, Kris Niklison, Ana Katz y Diana Szeinblum, entre otros. 
Sus creaciones fueron presentadas en varios de los más prestigiosos teatros en Argentina y en el extranjero, tales como Teatro Colón (CETC), Teatro Argentino de La Plata (TACEC), Teatro General San Martín, Centro Cultural Kirchner, Espacio de Arte-Fundación OSDE, Museo Palacio Dionisi de la Ciudad de Córdoba, Konzert Theater Bern (Suiza), Berliner Festspiele (Alemania), Akademie der Künste Berlin (Alemania), Teatro El Galeón (INBA) y Teatro El Milagro de Ciudad de México, entre otros. 
En el campo pedagógico se ha desempeñado como docente en las universidades Ludwig Maximilian Universität (Alemania), Freies Universität Berlín (Alemania), Kyoto University of Arts and Design (Japón), Pacific Northwest College of Art, Portland (USA), Universidad Nacional de Colombia, Centro de las Artes de Guanajuato (México), en el Theatertreffen de Berlín y en el Foro Shakespeare de Ciudad de México. De 2015 a 2019 fue docente titular en la Maestría de Teatro y Performance de la Universidad Nacional de las Artes (UNA).
En 2016 fue artista en residencia en el Museo Universitario del Chopo, CDMX. Y artista invitada en 2019 al Center for the Less Good Idea, dirigido por William Kentridge, en la ciudad de Johannesburgo (Sudáfrica) donde realizó residencia junto al compositor Philip Miller.
Ha presentado su trabajo como actriz y/o creadora en festivales en Alemania, Bélgica, Suiza, Escocia, Brasil, Canadá, Colombia, Chile, España, Francia, Japón, y México. 
Es curadora de la Bienal de Performance de Argentina habiendo diseñado el programa artístico integral de sus ediciones 2017 y 2019. Santiago Sierra, William Kentridge, Christian Falsnaes, Young-hae Chang Heavy Industries, José Alejandro Restrepo, Oliver de Sagazan, Yann Marussich, Marie Caroline Hominal y Geumhyung Jeong son algunos de los artistas con los que trabajó en dicho marco. En 2022 fue reconocida con un Premio Konex Diploma al Mérito por su trabajo artístico en Performance en la última década.

## Filmografía

### Cine
- Piedra noche (2021)
- Un traductor (2018)[4]
- Vergel (2017)[5]
- Mi amiga del parque (2015)[6]
- Las insoladas (2014)[7]
- Un paraíso para los malditos (2013)
- Días de vinilo (2012)
- To Rome with Love (2012)[8]
- Biutiful (2010)
- Pequeños Milagros (1997)[9]

### Televisión
- El hombre de tu vida (2012)